# Dušan Domović Bulut
Dušan Domović Bulut (serb. Душан Домовић Булут; ur. 23 października 1985 w Nowym Sadzie) – serbski koszykarz, reprezentant kraju w koszykówce 3×3, brązowy medalista olimpijski z Tokio 2020, wielokrotny mistrz świata i Europy.

## Kariera
Z reprezentacją Serbii w koszykówce 3x3 uzyskał następujące wyniki:
| Impreza                             | Rok  | Miejsce   | Pozycja    |                      |      |       |      |
| ----------------------------------- | ---- | --------- | ---------- | -------------------- | ---- | ----- | ---- |
| Impreza                             | Rok  | Miejsce   | Pozycja    | Igrzyska olimpijskie | 2020 | Tokio | brąz |
| Mistrzostwa świata w koszykówce 3x3 | 2012 | Ateny     | złoto      |                      |      |       |      |
| Mistrzostwa świata w koszykówce 3x3 | 2014 | Moskwa    | srebro     |                      |      |       |      |
| Mistrzostwa świata w koszykówce 3x3 | 2016 | Kanton    | złoto      |                      |      |       |      |
| Mistrzostwa świata w koszykówce 3x3 | 2017 | Nantes    | złoto      |                      |      |       |      |
| Mistrzostwa świata w koszykówce 3x3 | 2018 | Bocaue    | złoto      |                      |      |       |      |
| Mistrzostwa świata w koszykówce 3x3 | 2019 | Amsterdam | 4. miejsce |                      |      |       |      |
| Mistrzostwa Europy w koszykówce 3x3 | 2016 | Bukareszt | srebro     |                      |      |       |      |
| Mistrzostwa Europy w koszykówce 3x3 | 2017 | Amsterdam | 4. miejsce |                      |      |       |      |
| Mistrzostwa Europy w koszykówce 3x3 | 2018 | Bukareszt | złoto      |                      |      |       |      |
| Mistrzostwa Europy w koszykówce 3x3 | 2019 | Debreczyn | złoto      |                      |      |       |      |